# بطولة دوري كرة القدم المتحدة 2016
بطولة دوري كرة القدم المتحدة 2016 (بالإنجليزية: 2016 USL season)‏ هو الموسم 6 من دوري الولايات المتحدة - البطولة. أشرف على تنظيمه اتحاد الولايات المتحدة لكرة القدم، وكان عدد الأندية المشاركة فيه 29، وفاز فيه نيو يورك ريد بولز 2.